# Banasta

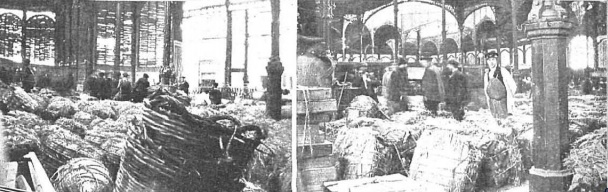
Seras y banastas en la Plaza de la Cebada (1903)

Se llama banasta a una cesta grande formada por mimbres o listas de madera delgadas y entretejidas. 
Es por lo general, de forma profunda y sirve para transportar frutas u otras mercancías. Se pueden encontrar de diferentes tamaños y figuras. Se llama banasto a una especie de banasta de forma redonda.
Suele verse en regiones castellanas en cosecha de manzana, judías y durante la vendimia. (Véase localidades como Estebanvela, Segovia)